# Der schwarze Tanner (Film)
Der schwarze Tanner ist ein schweizerisches Filmdrama von Xavier Koller aus dem Jahr 1985. Es basiert auf der gleichnamigen Erzählung von Meinrad Inglin.

## Handlung
Der Film handelt von einem Bergbauern, der im Jahr 1941 während des Zweiten Weltkriegs aufgefordert wird, ein Teil seiner Bergwiesen gemäss dem Plan Wahlen in Ackerland zu verwandeln. Tanner pocht trotzig auf sein Selbstbestimmungsrecht und beginnt, seinen Hof autark zu machen. Dadurch macht er sich des Schwarzhandels schuldig, was ihn ins Gefängnis bringt.

## Rezeption

### Auszeichnungen
- 1986: FIPRESCI-Preis.[3]

### Kritik
Das Lexikon des internationalen Films lobt den Film als „unaufdringliches politisches Lehrstück über Recht und Pflicht des einzelnen zum politischen Widerstand und über die Unbeugsamkeit der Menschenwürde; hervorragend gespielt, ruhig und beherrscht inszeniert und fotografiert.“